# Ur Fazal
Fazalur Rehman, även känd som Ur Fazal, född 15 mars 1941, död 9 mars 2023 i Abbottabad i Khyber Pakhtunkhwa, var en pakistansk landhockeyspelare.
Han var med och tog OS-guld i herrarnas landhockeyturnering 1968 i Mexico City och därefter OS-silver 1972 i München.